# Szembory
Szembory – wieś sołecka w Polsce położona w województwie mazowieckim, w powiecie mińskim, w gminie Kałuszyn.
W latach 1975–1998 miejscowość administracyjnie należała do województwa siedleckiego.
Na pograniczu Szemborów i Abramów znajduje się kaplica mariawicka należąca do parafii Trójcy Przenajświętszej w Wiśniewie.
Według danych z 2011 roku miejscowość zamieszkiwało 37 osób.
Wierni Kościoła rzymskokatolickiego należą do parafii Wniebowzięcia Najświętszej Maryi Panny w Kałuszynie.

## Historia
Wieś szlachecka nazywana dawniej Kałuszyno - Szembory lub Kałuszyno - Szymbory i należąca do okolicy szlacheckiej Kałuszyn. Bezpośrednio graniczy od wschodu z wsią szlachecką Abramy.
W 1468 roku Stanisław syn Jarosława zwany Szemborowicz z okolicy szlacheckiej Żebry w ziemi zakroczymskiej nabył od dziedzica dóbr ziemskich Kałuszyn Stanisława z Sułkowa część dziedziczną liczącą 6 włók. Wraz z nim części dziedziczne nabyli jego współrodowcy, którzy stali się założycielami wsi szlacheckich Abramy, Falbogi i Tarały.
W 1535 roku wspomniana jest po raz pierwszy wieś szlachecka Szembory licząca 3 włóki.
W 1663 roku rejestry poborowe wymieniają w Szemborach 3 domy i 12 osób.
W 2007 roku do Szemborów należały 4 włóki użytków rolnych, było 13 domów i mieszkało 39 osób.
Wieś Szembory jest gniazdem rodu Szymborskich herbu Jasieńczyk lub Półkozic.